# 龚丘县
龚丘县是隋朝时设立的一个县。在今天的山东省宁阳县境内。

## 沿革
隋开皇十六年（596年）由平原县改置而来，属兖州。因与德州平县同名，又因城东南二十里有龚丘古城，遂改名为龚丘县。
唐武德五年（622年）属兖州。五代因袭。
北宋大观四年（1110年）改名龚县。